# می‌داند که تنها هستی
می‌داند که تنها هستی (به انگلیسی: He Knows You're Alone) یا عروسی خونین فیلمی محصول سال ۱۹۸۰ و به کارگردانی آرماند ماسترویانی است. در این فیلم بازیگرانی همچون کیتلین اوهنی، دن اسکاردینو، الیزابت کمپ، تام روفینگ، جیمز ربهورن، دینا بارون، پال گلیسون و راسل تاد ایفای نقش کرده‌اند.